# 大園栄三郎

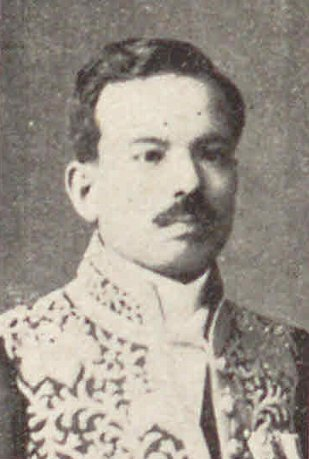
大園栄三郎

大園 栄三郎（おおぞの えいざぶろう、1875年（明治8年）2月1日 - 1939年（昭和14年）1月22日）は、衆議院議員（政友本党→立憲民政党）、鉄道官僚。

## 経歴
奈良県宇智郡五條町（現在の五條市）に小川栄造の二男として生まれ、大園恵戎の養子となった。1898年（明治31年）、東京帝国大学法科大学を卒業した。逓信属、鉄道事務官を務め、1914年（大正3年）には鉄道院理事、監督局長に就任した。
1919年（大正8年）に退官。その後は、東海道電気鉄道株式会社専務取締役となり、さらに北恵那鉄道株式会社取締役となった。
1924年（大正13年）、第15回衆議院議員総選挙に出馬し、当選した。

## 栄典
- 1916年（大正5年）1月19日 - 旭日小綬章[7]